# Basilia bathybothyra
Basilia bathybothyra är en tvåvingeart som beskrevs av Speiser 1907. Basilia bathybothyra ingår i släktet Basilia och familjen lusflugor. Inga underarter finns listade i Catalogue of Life.